# Severus Sanctus Endelechius
Severus Sanctus Endelechius (IV wiek) – poeta i retor rzymski, pochodzący prawdopodobnie z południowej Galii.
Przed 400 był nauczycielem retoryki w Rzymie. Zdobył sławę jako poeta chrześcijański swoim poematem De mortibus boum (Pomór bydła), który przedstawia historię dwóch pasterzy żalących się, że ich bydło pada na zarazę. Chrześcijański kaznodzieja Tityrus w celu zwalczenia zarazy zaleca im przejście na chrześcijaństwo, co ci natychmiast wykonują.